# Ulrike C. Tscharre
Ulrike Claudia Tscharre (Bad Urach, 15 maggio 1972) è un'attrice tedesca-austriaca attiva principalmente in campo televisivo.
Tra grande e, soprattutto, piccolo schermo, ha partecipato ad una settantina di differenti produzioni, tra cui figurano i ruoli nella soap opera Lindenstraße (2001-2010) e in vari film TV.

## Biografia
Ulrike Claudia Tscharre nasce a Bad Urach, nel Baden-Württemberg, il 15 maggio 1972. Cresciuta con due fratelli nella città di Bempflingen, nel Württemberg, come figlia di un austriaco della Carinzia e di madre tedesca. All'età di 16 anni fonda con gli amici un gruppo teatrale e acquisisce esperienza di recitazione in altri gruppi teatrali indipendenti e in spettacoli radiofonici sul Süddeutscher Rundfunk. 
Dopo il diploma di scuola superiore, ha studiato inizialmente letteratura moderna inglese e tedesca a Tubinga. Dopo un lavoro temporaneo in un'agenzia pubblicitaria, nel 1996 ha iniziato la formazione come attrice presso l'Accademia delle arti dello spettacolo di Ulm, che ha abbandonato due anni più tardi.  Dopo ruoli sempre più piccoli a teatro, anche a Stoccarda e Bregenz, nonché ruoli in cortometraggi, ha stabilito i suoi primi contatti con la televisione, temporaneamente a Colonia. Dal 2000 ha recitato nella serie televisiva per famiglie Ina e Leo (come Susanne). Ha poi interpretato il ruolo di Marion Beimer, la figlia di Helga Beimer, nella serie TV Lindenstrasse. Questa è stata seguita dalle apparizioni nella soap quotidiana Forbidden Love.

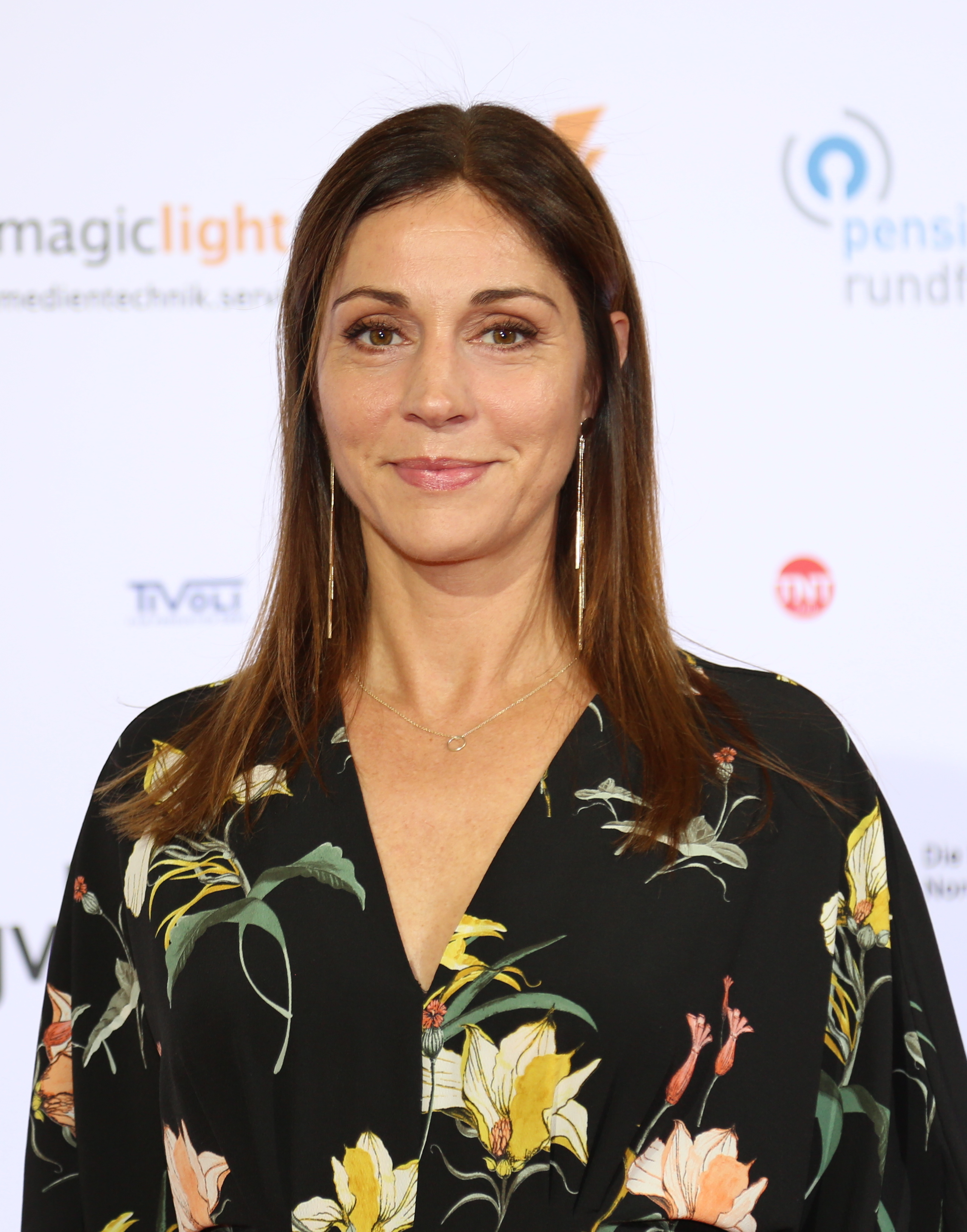
Ulrike C. Tscharre nel 2017

Nel 2012, è protagonista, nel ruolo di Nina Hausen, del film TV, diretto da Stephan Wagner Lösegeld.
Negli anni successivi Ulrike C. Tscharre ha interpretato principalmente ruoli secondari in famose serie televisive. Ha fatto il suo debutto cinematografico nel 2004 nella tragicommedia Beautiful Women. Da allora è apparsa in numerose altre produzioni televisive.
Oltre alla recitazione, Ulrike C. Tscharre lavora come relatrice in spettacoli radiofonici e produzioni di audiolibri. Le produzioni in cui è stata coinvolta includono l'eco-thriller di Frank Schätzing The Swarm, diversi audiolibri della serie Wallander di Henning Mankell (nel ruolo di Linda Wallander), l'episodio di Abby Lynn Until the End of the World e, a causa della sua trama, Constellation criticato da qualche libro per ragazzi.
Ulrike C. Tscharre vive a Berlino.

## Filmografia parziale

### Cinema
- Schöne Frauen, regia di Sathyan Ramesh (2004)
- Wir Monster, regia di Sebastian Ko (2015)
- Opera senza autore (Werk ohne Autor), regia di Florian Henckel von Donnersmarck (2018)

### Televisione
- Nesthocker - Familie zu verschenken – serie TV, episodio 2x07 (2000)
- Verbotene Liebe – soap opera, 7 episodi (2001)
- Lindenstraße – soap opera, 98 episodi (2001-2010)
- Ina & Leo – serie TV (2004)
- Mörderische Erpressung, regia di Markus Imboden – film TV (2006)
- Innamorarsi a Verona (Wiedersehen in Verona), regia di Dirk Regel – film TV (2007)
- Hilfe! Hochzeit! - Die schlimmste Woche meines Lebens - serie TV, 7 episodi (2007)
- SOKO Kitzbühel - serie TV, episodio 7x08 (2008)
- Das total verrückte Wochenende, regia di Ariane Zeller - film TV (2009)
- Richterin ohne Robe, regia di Ulrich Zrenner - film TV (2009)
- Im Angesicht des Verbrechens - serie TV, 6 episodi (2010)
- Flemming – serie TV, episodio 2x07 (2011)
- Il sogno di Harriet (Katie Fforde: Harriets Traum), regia di John Delbridge – film TV (2011)
- Paura in volo (Crashpoint - 90 Minuten bis zum Absturz), regia di Thomas Jauch – film TV (2009)
- Lösegeld, regia di Stephan Wagner – film TV (2012)
- Meine Frau, ihr Traummann und ich, regia di Walter Weber – film TV (2014)
- Besser als Du, regia di Isabel Kleefeld - film TV (2015)
- Zielfahnder: Flucht in die Karpaten - film TV (2016)
- Ein Kommissar kehrt zurück, regia di Dominik Graf - film TV (2016)
- Marie Brand - serie TV, episodio 1x18 (2016)
- Matthiesens Töchter, regia di Titus Selge - film TV (2016)
- Ultima traccia: Berlino - serie TV, episodio 6x04 (2017)
- Die Konfirmation, regia di Stefan Krohmer - film TV (2017)
- Neben der Spur - serie TV, episodio 1x05 (2018)
- Macht euch keine Sorgen!, regia di Emily Atef - film TV (2018)
- Il prezzo della vendetta (Rufmord), regia di Viviane Andereggen - film TV (2018)
- Meiberger - Im Kopf des Täters – serie TV, 20 episodi (2018-2020)

## Premi e riconoscimenti
- 2012: Nomination al Deutscher Fernsehpreis come miglior attrice tedesca per Lösegeld
- 2017: Nomination al Jupiter Award come miglior attrice tedesca per Zielfahnder: Flucht in die Karpaten